# Playa de Shikhov
La Playa de Shikhov (en azerí: Şıxov çimərliyi) es una zona turística en el Shikhov, justo al suroeste de Bakú, en el país asiático de Azerbaiyán, y al lado del Cabo Shikhov. Situada en la costa del mar Caspio, es políticamente parte de la subdivisión de la ciudad de Bakú, y es tratada como un suburbio. La playa ha sido un refugio tradicional para los habitantes de Bakú, aunque se cree que el agua está contaminada por aguas residuales y residuos industriales y la vista se ve ensombrecida por las grandes plataformas petroleras, tanto en el área que rodea la tierra como costa afuera.